# Хазарт
Хазарт, (разг. комар), e залагане (на пари, ценности, морално подчинение и др.) върху изхода от бъдещо събитие с неясен изход с цел печалба или преимущество, с възможност да се изгуби залога. Хазартът е голям международен бизнес и търговия, с тотален годишен приход от 369 милиарда щатски долара (2010 година).

## История
Археологически находки откриват предмети, за чието предназначение се предполага, че представлят древна форма на зарове на възраст 40 хил. години. Изработвани са от глезенната част на кост на овца или куче, наречени „астрагали“. В Египет са открили предмети на хазартни игри, датиращи от 3500 г. пр.н.е. Рисунки показват как египтяните хвърляли „ашик“ – скочна кост от агнешки или кози крак. Около 2300 г. пр.н.е. китайците играли игра на късмета с керемиди. В Древна Индия по хазарт се увличали всички касти. В староиндийските предания светът се представя като игра на зарове между Шива и неговата съпруга.
Най-старата, позната и днес, хазартна игра е хвърлянето на зарове. Според Софокъл те са измислени от гърка Паламедес по време на обсадата на Троя. Херодот разказва, че зарове са използвани и от жреци и магьосници с цел гадаене. В древността гърците са ги смятали за символ на естетиката като за тази цел са изработвали зарове от бронз, оникс, алабастър, говежди рог, мрамор или слонова кост.
В Древен Рим Клавдий нагодил структурата на своята колесница така, че да има място, където да хвърля зарове. Калигула дори си позволил да конфискува имуществото на рицарите си, за да покрие дълговете си. Според Библията римските войници разиграли одеждите на Христос след разпването му на кръста.
Индианците в Америка вярвали, че игрите на късмета са измислени от боговете. Те смятали, че страните на плоски камъни, боядисани в бял или черен цвят, могат да предсказват плодовитостта на реколтите и бъдещето на сериозно болните членове на племето.
Залозите освен пари, имущество, роби имали и доста екзотичен и странен характер. Италианските гондолиери залагали години от живота си, индианците плащали дълговете си като отрязвали пръстите си или жертвали живота си в името на боговете, а в Китай си залагали дори ушите.
Заровете били изместени от друга игра – ролетката. Тя е позната още от френския двор или играта „роли-поли“ в Англия, но завладява света по-късно. Първоначално казината в Европа се използвали като зали за музика и танци. Буржоазията обаче се нуждаела от места за развлечения. За да харчат парите си новобогаташите монтирали лъскави машини за хазарт в залите, в които се забавлявали. Прочутото казино в Монте Карло е основано през 1861 г.
В САЩ Джордж Вашингтон закупил първия билет за федералната лотария, която стартирала през 1793 г. Целта и била да спонсорира финансово развитието на новата държава. През 1830 г. в САЩ имало вече над 420 вида лотарии. За да се спасят от Голямата депресия, през 1931 г. жителите на Невада извоюват получаването на разрешение за легална хазартна дейност в Лас Вегас.

## Етимология
Думата хазарт има арабски произход. Думата „al zahr“ (ал захр) се превежда като зар, зарове. От нея произлиза и английската дума „hazard“ (риск, опасност, шанс). За първи път е започнала да се употребява през периода на Кръстоносните походи. Рицарите тамплиери се завръщали от Обетованата земя научили игра на зарове от местното население.

## Видове хазартни залози
В зависимост от законодателството на дадените държави, залагането бива от залог за всяко събитие с непредсказуем изход и независимо от моралното му съдържание (напр. кой ще бъде новият васал на балканска територия), през строго ограничено (държавни томболи, лотарии) до напълно забранено.

### Лотарии и томболи
Лотарията е хазартна игра, при която залогът, правилата и печалбите са предварително обявени. Обикновено се осъществява чрез продажба на лотарийни билети (талони, фишове и др. за участие). Образуваният по правилата награден фонд се разпределя между участниците под формата на предварително обявени парични и предметни награди на жребиен принцип.
Томболата за разлика от лотарията се разиграва само с участието на продадените билети. Резултатът може да е обусловен от откриването на знак или отговарянето на някакво условие от страна на участниците.

#### Числови залагания
- Тото и лото – тези залагания са обвързани с една или повече цифрови комбинации. Комбинациите се попълват от залагащия. Печели участникът, направил най-точна прогноза кои числа ще се изтеглят.

- Бинго и Кено – участникът залага на цифрова комбинация предоставена чрез талон, фиш или др. от организатора на играта. Организират се в зали със съответните съоръжения за изтегляне на печелившите числа.

#### Игрални автомати
Игралните автомати са механични или електронни съоръжения и устройства, които се задействат чрез бутон или ръчка. Печелившата комбинация се генерира на случаен принцип от автомата. Игралните съоръжения могат да са с развлекателен характер и печалбата да е предметна. Един от видовете игрални автомати са ротативките, наричани още „едноръки бандити“ и „слот машини“.

#### Залагания в казино
Залаганията се организират на игрални (заложни) маси, различни видове рулетка, карти, зарове, автомати или блекджек. Играта на блекджек датира от средата на 18 век. Подобно на много други хазартни занимания (покер, за един), той произхожда от Франция, въпреки че американците придават на играта сегашната си форма.

Залозите и печалбите са различни, а изходът зависи предимно от случайността. При честна игра казиното винаги печели няколко процента повече от игрите от залагащите.

#### Покер
Покерът е игра с карти, в която играчите залагат в зависимост от силата на ръката си. За разлика от повечето хазартни игри, където играчите играят срещу казиното, в покера те плащат такса за да играят – рейк, и играят един срещу друг. За разлика от повечето игри, които са устроени в полза на казиното, покерът дава възможност на по-добрите играчи да правят печалба. След големия бум в Америка, в последните години покерът се разпространява бързо и в Европа. Комбинацията от игра със сложност, съизмерима с тази на шаха, с елементи на комар прави покера любима игра на все повече хора.
Водят се огромни дебати по целия свят за мястото на покера в хазартната индустрия. Покерът не е само игра на късмет, където хората могат да трупат или да губят пари, докато я играят, а и игра, която изисква умения. Споровете за онлайн покер са главно в САЩ, тъй като техните скорошни закони ограничиха хазартната индустрия. Част от дебата е юридически и се обръща към въпроса – кое от е по-голяма значение – късметът или уменията?
Всяка година се състои Покер турнира WSOP(World Series of Poker) състезание в Лас Вегас (Невада). Но откакто има интернет, състезанието не е същото. Нови интернет покер играчи участват на състезанието и печелят WSOP. Започна преди няколко години, когато един незнаен покер играч счетоводител по професия на име Крис Мънимейкър, чийто покер умения са били изградени в онлайн игра, спечели WSOP състезанието. Една година по-късно се случи така, че един адвокат от САЩ печели 5 млн. щ.д. в WSOP.

#### Други
Хазартни залози могат да се организират за познаване на резултата от спортни състезания, конни надбягвания или каквито и да е случайни събития. Когато игрите се провеждат периодично се натрупва джакпот.

## Хазартна зависимост
С хазарта могат да се появат форми на зависимост, които водят до разорение или саморазрушение.

## Друга употреба на термина „хазарт“
Хазарт е склонността на даден човек да подлага себе си и околната среда на опасност. Терминът се използва като такъв в психологията и работната психология.
Най-общо казано тази склонност на човека е в невъзможността му във всеки един момент да оценява изхода на възникналата ситуация. Такава може да бъде, както строго лична (залагания водещи до разрушаване, виж хазартна зависимост) или от обществена значимост (например грешно поведение при спазването на сигурността в атомна централа, водещо до атомна авария). Последното също е отъждествявано с така наречения човешки фактор.